# Les Guérisseurs
Les Guérisseurs, conosciuto anche col titolo I guaritori, è un film del 1988 diretto da Sidiki Bakaba.
Il film ha vinto il premio Voix de l'Espoir al Festival Panafricain du Cinéma de Ouagadougou nel 1989 e il premio per la migliore musica al Festival de la Francophonie nel 1988.

## Produzione
Il film fu prodotto dall'Afriki Projection con la partecipazione del Ministère de la Culture.

## Distribuzione
Il film fu distribuito in Francia da L'Harmattan. Nel Regno Unito è conosciuto con il titolo Aduefue, the Lords of the Street.